# Don’t Know What to Tell Ya
A Don’t Know What to Tell Ya Aaliyah amerikai énekesnő második kislemeze negyedik albumáról, az I Care 4 U-ról. A dalt Timbaland és Steve Garrett írta, és egyike azoknak a korábban kiadatlan daloknak, melyek Aaliyah első válogatásalbumán, a halála után megjelent I Care 4 U-n jelentek meg először. Európa nagy részén ez volt az album utolsó kislemeze, Amerikában és Ázsiában megjelent egy harmadik is, a Come Over.
A dal részletet használ fel Warda Al-Jazairia algír énekes Batwans Beek című dalából, de a borítón nem említik.

## Fogadtatása
A Don’t Know What to Tell Ya sikert aratott Európában és Ázsiában, több országban a top 40-be került. A dalt (mely az album egyetlen olyan új dala, aminek Timbaland a producere) a rajongók az album egyik legjobb dalának tartják, sokak szerint kellő promócióval olyan nagy sláger lehetett volna, mint a Try Again, amihez nagyban hasonlít is.

## Videóklip
A dal videoklipjét Little X rendezte, és Aaliyah korábbi videóklipjeiből vágták össze. Az MTV-n látható volt.

## Számlista
CD kislemez (Európa)
1. Don’t Know What to Tell Ya (Radio Edit) – 3:35
2. Don’t Know What to Tell Ya (Thomas Eriksen Mix) – 5:30
3. Don’t Know What to Tell Ya (Intenso Project Remix) – 6:58
4. Don’t Know What to Tell Ya (Album Version) – 5:02

CD kislemez (Egyesült Királyság)
1. Don’t Know What to Tell Ya (Edit Version) – 3:35
2. Don’t Know What to Tell Ya (Handcuff Remix) – 5:15
3. Miss You (videóklip)

12" kislemez (Egyesült Királyság)
1. Don’t Know What to Tell Ya (Original Version) – 5:01
2. Try Again – 4:44
3. Don’t Know What to Tell Ya (Handcuff Remix) – 5:15

12" kislemez (Egyesült Királyság)
1. Don’t Know What to Tell Ya (Original Version)
2. Don’t Know What to Tell Ya (D.A.E. Remix)
3. Don’t Know What to Tell Ya (Handcuff Remix)
4. Don’t Know What to Tell Ya (Handcuff Remix Instrumental)

## Helyezések
| Slágerlista                        | Legmagasabb helyezés |
| ---------------------------------- | -------------------- |
| Brit Top 75 kislemez               | 22                   |
| Francia Top 100                    | 49                   |
| Ír IRMA Top 50                     | 45                   |
| Német Jam FM slágerlista           | 1                    |
| Német Media Control rádiós Top 100 | 55                   |